# Uwe Kolmey
Uwe Kolmey (* 1956) war bis März 2018 Präsident des Landeskriminalamtes Niedersachsen in Hannover.
Uwe Kolmey ist der Sohn eines Polizisten. Er begann 1975 seinen Dienst bei der Polizei Niedersachsen an der Landespolizeischule in Hann. Münden und war ab 1978 unter anderem in der Spionage- und Terrorismusbekämpfung beim Landeskriminalamt Niedersachsen tätig. 1988 wurde er für die Ausbildung für den höheren Polizeivollzugsdienst an der Polizei-Führungsakademie in Münster-Hiltrup zugelassen. Nach verschiedenen Verwendungen in leitender Funktion in Hildesheim sowie Salzgitter und im Polizeibereich des Niedersächsischen Ministeriums für Inneres, Sport und Integration, wurde er am 1. August 2005 vom damaligen niedersächsischen Innenminister Uwe Schünemann zum Direktor des Landeskriminalamtes Niedersachsen ernannt.